# Mercedes-Benz CL-класс
Mercedes-Benz CL-класс (от нем. Coupé-Lang или нем. Coupé Luxusklasse) — серия роскошных полноразмерных легковых автомобилей немецкой торговой марки Mercedes-Benz. Официально была представлена в 1996 году, однако двухдверные модификации флагманских моделей компании и версии с открытым кузовом выпускались концерном и ранее. Состоит из трёх поколений автомобилей: C140, C215 и C216.
CL-класс представляет собой линейку автомобилей в кузове купе, собранных на основе представителей S-класса на одной платформе. Ранее серия была известна как «SEC» (нем. Sonderklasse-Einspritzmotor-Coupé), а позднее «S-Coupé», но в 1996 году получило собственное место в иерархии классов немецкого автопроизводителя. Новая серия продолжала следовать за тем же циклом разработки, что и седаны S-класса, однако имела укороченную колёсную базу, более спортивный внешний вид и оснащалась только наиболее производительными двигателями, которые также заимствовались у флагманской линейки транспортных средств.
Последнее поколение CL-класса, C216, было доступно в пяти моделях: стандартных CL 500 (CL 550 на некоторых рынках) и CL 600, а также модифицированных подразделением Mercedes-AMG — CL 63 AMG, CL 63 AMG (S) и CL 65 AMG. Последняя модель являлась самым мощным представителем CL-класса и самым дорогим автомобилем марки Mercedes-Benz.
Выпуск серии был официально прекращён в 2013 году (2014 год для США). Руководством компании Mercedes-Benz было принято решение о производстве модификации в кузове купе под эгидой обычного S-класса вместо выпуска отдельной серии. Первым автомобилем, выпущенном после закрытия CL-класса, стал Mercedes-Benz C217.
В числе основных конкурентов CL-класса в сегменте роскошных купе с посадочной формулой «2+2» фигурировали такие автомобили, как Aston Martin DBS, Bentley Continental GT, Audi S7, Audi RS7, BMW M6 и Ferrari 612.

## История

### Предыстория
Официальное появление CL-класса состоялось только в 1996 году. Тем не менее, в начале 1950-х годов компания Mercedes-Benz взамен своей устаревший серии 170-х автомобилей запустила в серию целый ряд новых автомобилей среднего, представительского и высшего класса. Почти все они имели версии в кузовах купе и кабриолет.

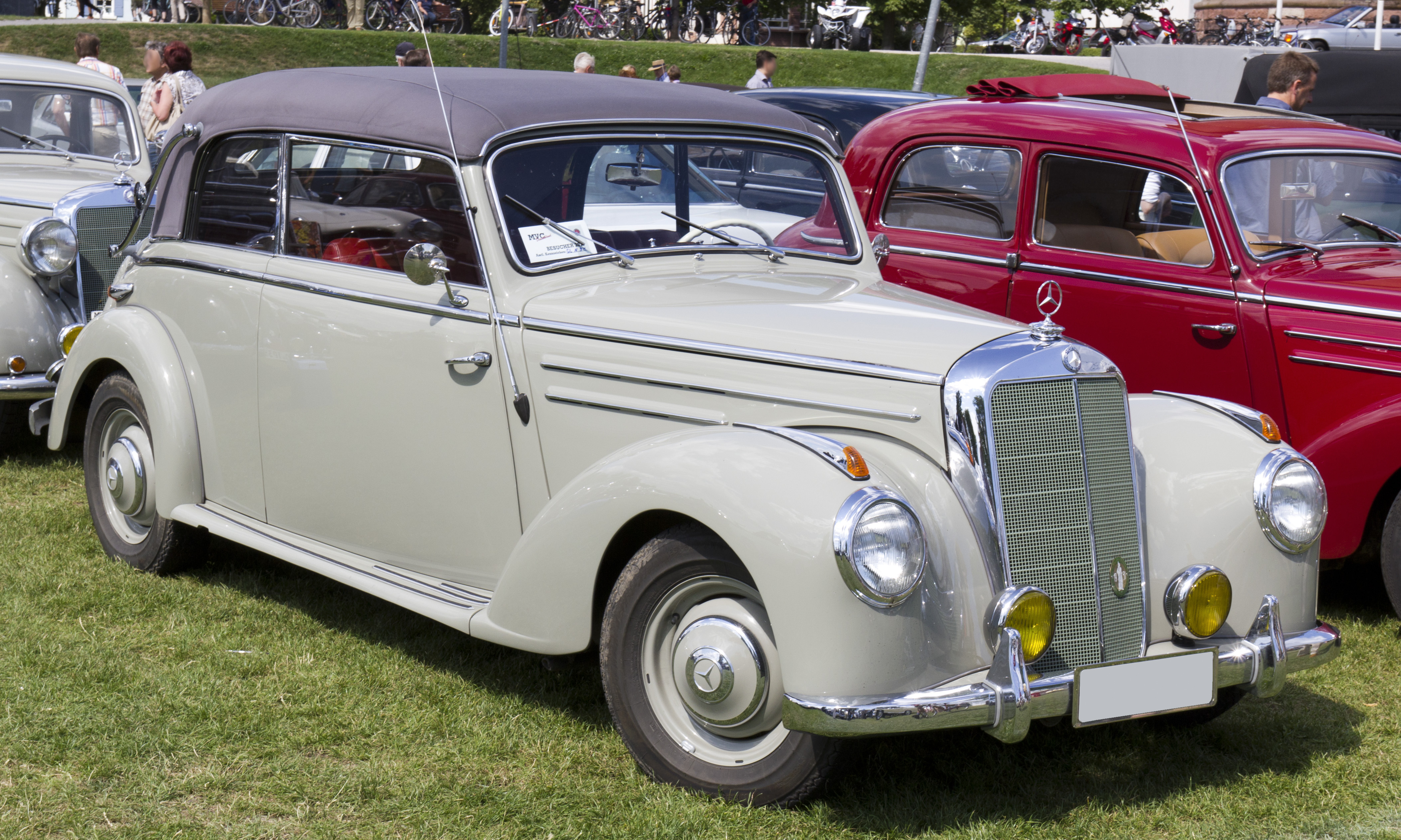
Кабриолет Mercedes-Benz W187

Модель W187 появилось в ноябре 1951 года как модификация представительского седана 220. Автомобили имели двери «самоубийца», и всего было выпущено 1278 кабриолетов А, 997 кабриолетов Б и 47 купе. В 1952 году был представлен автомобиль W188, который предназначался для высшей элиты и отличался от стандартных 220-х классическими дверями и более крупными габаритами. Автомобиль строился вручную в кузовах купе, кабриолета и родстера. С июля 1952-го по август 1955-го было построено 216 купе, 203 кабриолетов и 141 родстеров. В 1955 году автомобиль был доработан с использованием независимой подвески и инжекторного двигателя. Ручная сборка автомобилей продолжалась до апреля 1958 года, и всего было построено 98 купе, 49 кабриолетов и 53 родстеров второй серии 300Sc.
Если роскошная W188-я модель могла скомпенсировать бурно развивающиеся дизайн автомобилей 1950-х то W187-я уже к середине 1950-х морально устарела. Её замена пришла ввиду двухдверной версии крупного понтона W105 219, в марте 1956 года как кабриолет и купе (с июня). Всего было построено 3429 купе и кабриолетов W105 220S. В 1958-м происходит техническая революция — в серийное производство идут двигатели с высокоточной механической системой впрыска топлива фирмы Robert Bosch, и W180-е 220S заменяются на W128-е 220SE (от нем. Einspritzmotor — «инжекторный двигатель»). До ноября 1960 года было выпущено 830 купе и 1112 кабриолетов W128.

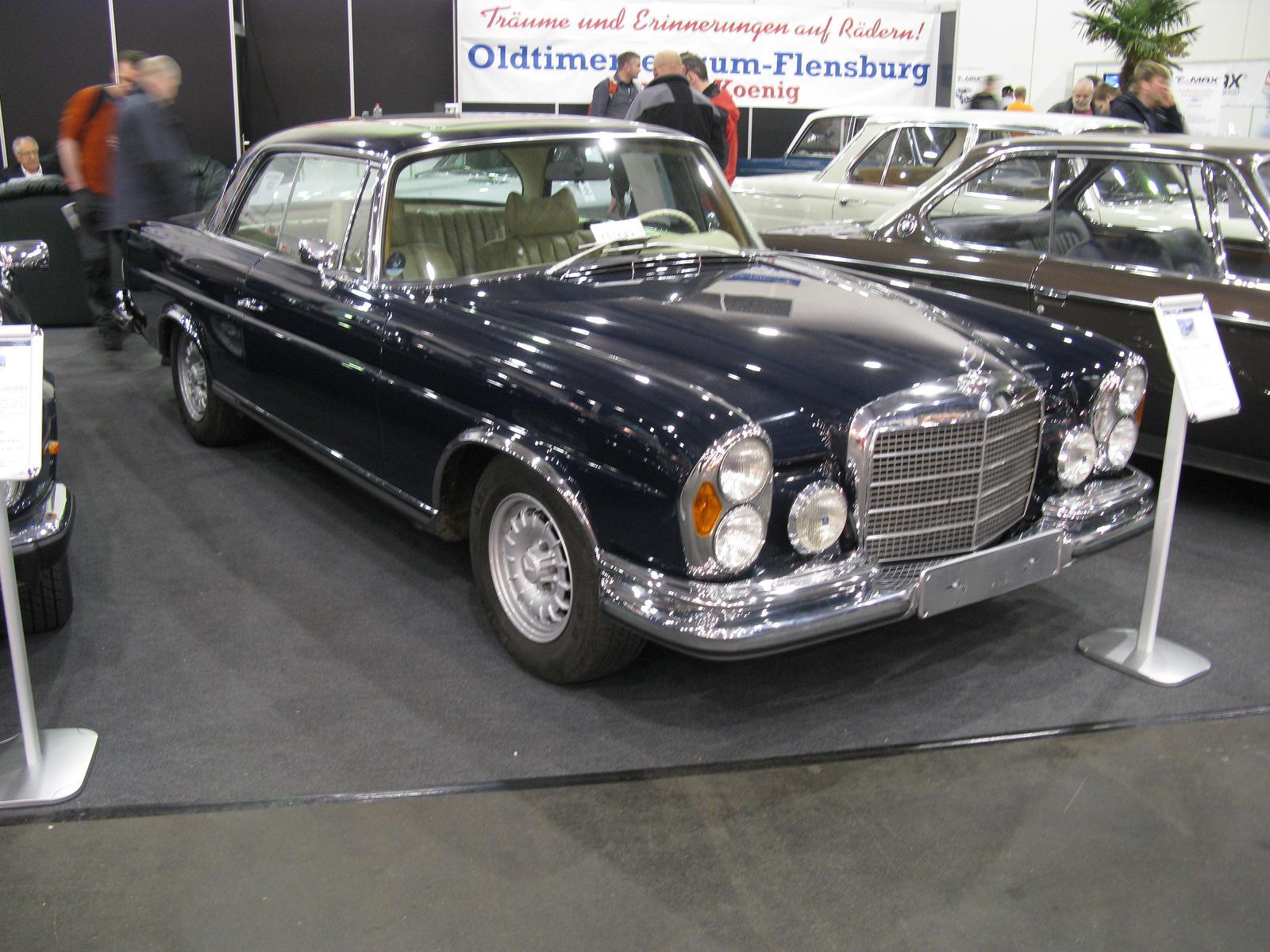
Купе Mercedes-Benz 280SE

Развитие автомобильной моды конца 1950-х привело к появлению нового стиля под названием «плавники», и седаны W111 и W112, в неё вписались. Но к приходу в феврале 1961-го купе 220SE (кабриолет c сентября), мода уже прошла. В сентябре 1965 года 111-й седан был заменен на новый S-класс W108 который в свою очередь был разработан с купе-версии W111, и поэтому купе продолжали служить как вариант седана. Осенью 1965-го двигатель M127 был заменен на более мощный M129 (модель 250SE) а два года спустя на М130 (280SE) которая выпускалась вплоть до июля 1971 года. Последняя модель W111-х стали купе и кабриолеты 280SE 3.5 с 3,5-литровым двигателем V8 М116, появления этих автомобилей в ноябре 1969 года позволила внешне обновить автомобиль включая более широкую решетку радиатора.
Mercedes-Benz W112, был заменой для 300-й семьи которые все еще выпускались на уже сильно устаревших кузовах W188 и W189. Ввиду экономии средств а также разработкой нового элитного лимузина 600 который появится в 1963 году, Мерседес в 1961 году выпустил модель W112 300SE на одинаковым 111-му кузове как седан, купе и кабриолет. Автомобили 300SE, помимо более мощного двигателя имели больше хромированных отделок и роскошный салон. В 1965-м преемником W112-го салона стала модель W108-го S-класса с длинной базой — W109, а купе и кабриолеты 112-й семьи продолжали выпускать до 1967 года где их, как и 220SE 111-го кузова, заменили на 280SE. Всего с 1961 по 1971 года было построено 35 931 двухдверных W111 и W112, из которых 27 767 купе, 8164 кабриолеты.
В 1971 году S-класс W108/W109 был заменен кузовом W116. Но купе-версии у этого седана не было. Старшим по рангу двухдверном автомобилем стал Mercedes-Benz R107/C107 SLC. Версия с кузовом «родстер» (R107) заменила Mercedes W113 («Пагода»). Сейчас эти модели включены в «генеалогию» родстеров SL. А купе SLC (С107) пришло на смену W111, сочетая платформу среднеразмерного седана W114 с мощными двигателями S-класса W116.
Появившееся в 1972 году «Sport Leich Coupe» («Лёгкое Спортивное Купе») было крупнее родстера за счёт увеличенной колёсной базы. Модельный ряд открылся в феврале 1972 года автомобилями 350SLC и 450SLC, обе модификации с двигателями V8. В августе 1974-го его пополнила облегченная шестицилиндровая модель 280SLC, а в августе 1978 года появилась модель 450SLC 5.0 (переименована в марте 1980-го в 500SLC). Последние изменения произвели в мае 1980 года, когда 350SLC и 450SLC были заменены на 380SLC, а в сентябре 1981-го производство прекратилось.

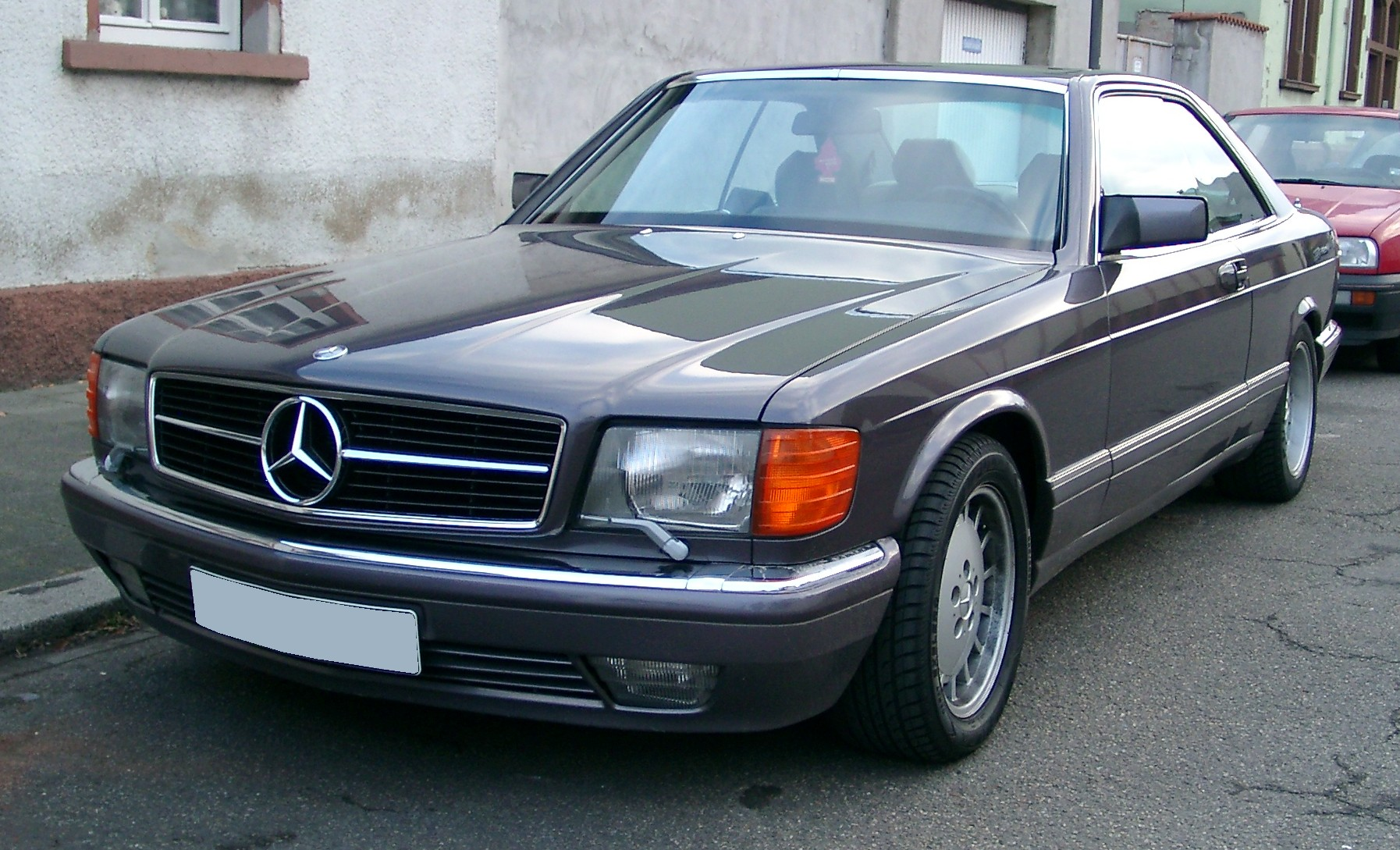
Купе Mercedes-Benz C126

Успех автомобиля был ограниченным. Высокая цена, нефтяной кризис 1973 года а также внутренняя конкуренция с купе Е-класса C123, ограничила выпуск автомобиля. В то же время, для родстера R107 можно было заказать опциональный жесткий съемный верх, который фактически превращал двухдверку в купе, весьма схожее с «настоящим» C107. Выпуск родстера продолжался вплоть до 1989 года. Всего было построено 62888 автомобилей, в том числе 10666 280SLC, 13925 350SLC, 3789 380SLC, 31739 450SLC и 2769 450SLC 5.0 и 500SLC.
В 1979 году компания представила свой новый S-класс в лице Mercedes-Benz W126. Автомобиль молниеносно обрёл успех, и с ним марка решила вернуться к своим корням, выпустив купе-версию С126 для замены SLC уже не как спортивный четырехместный родстер SL с твердой крышей, а как полноценное роскошное купе которым были её предшественники. Но спортивное влияние SLC осталось например вместо классической решетки, C126 имела плоский гриль со звездой в центре и отсутствие боковой стойки.
Модельный ряд «SEC» (нем. Sonderklasse Einspritzmotor Coupe — «особый класс инжекторный купе») открылся в октябре 1981 года двумя моделями 380SEC и 500SEC с крупными двигателями V8. В октябре 1985 года первую заменила более мощная 420SEC, а флагманом купе стала новая модель 560SEC. Производство завершилось в октябре 1991 года и всего было построено 74 060 автомобилей, в том числе 11 267 380SEC, 3680 420SEC, 30 184 500SEC и 28 929 560SEC.

### Первое поколение (C140)
В 1991 году успешный 126-й S-класс был заменён на новый W140, и в октябре 1992-го его пополнил новый купе С140. Как и его предшественник, дизайн автомобиля повторил выработанную схему брать объемы кузова с S-класса, а стайлинг с SL-класса (в данном случае R129). Главной начинкой нового автомобиля стал модельный ряд который помимо «восьмерки» 500SEC имел «дюжину» 600SEC с 6-литровым V12.
С140-й пережил сразу три системы классификации, начав как SEC (Sonderklasse Einspritzmotor Coupe), в июне 1993 года фирма принимает новый образ классов и С140 становится т. н. S Coupe, а модели 500SEC и 600SEC переименовали в S500 и S600 (в феврале 94-го их пополнила облегченная модель S420). В июне 1996 года когда автомобиль подвергся капитальному обновлению, Мерседес доработал свою систему и официально отделил купе от S-класса в CL-класс. Таким образом автомобили S420, S500 и S600 стали соответственно CL420, CL500 и CL600.
Причина за этим поступком — создать иерархию всех спортивных автомобилей ввиду ввода новых классов SLK и CLK, последний (модель W208) будучи купе версией 202-го С-класса, был стилизован под W210-й Е-класс, и заменил купе и кабриолет версии W124-й семьи. Производство автомобиля завершилось в августе 1998 года и всего было выпущено 26 022 автомобилей, в том числе 2496 S420/CL420, 14 953 500SEC/S500/CL500 и 8573 600SEC/S600/CL600.

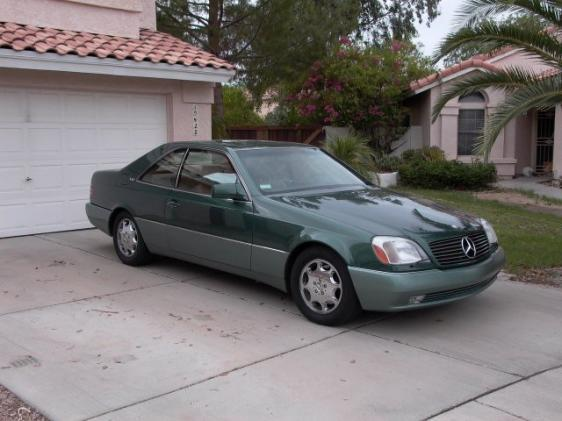
600SEC
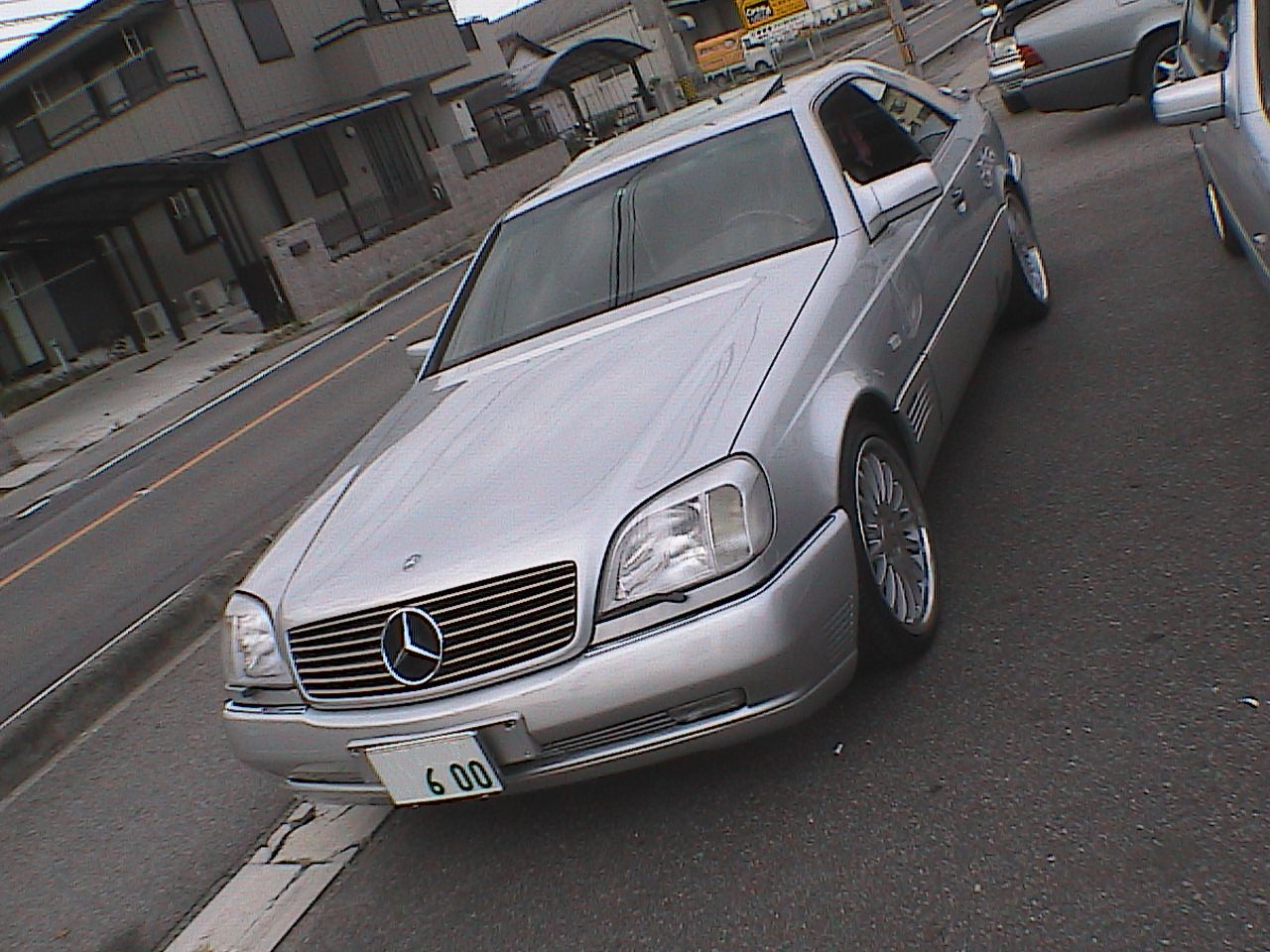
S600
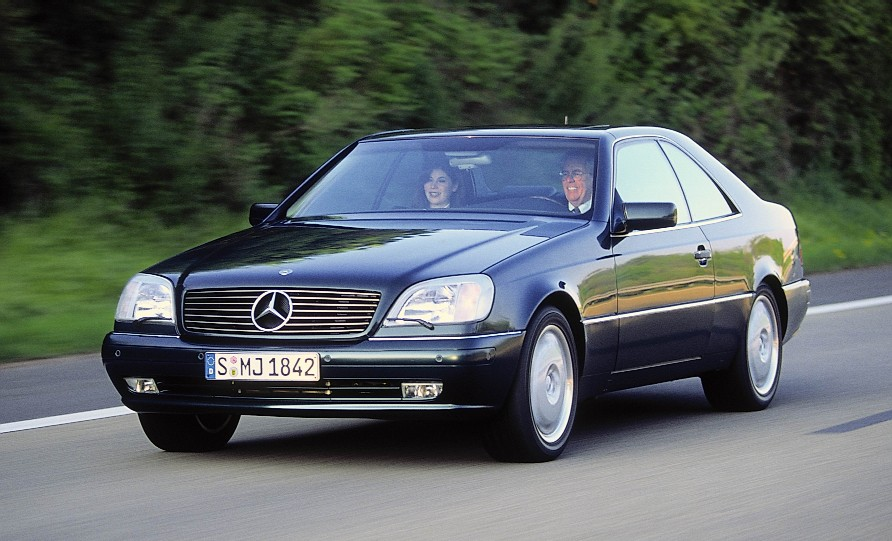
CL500
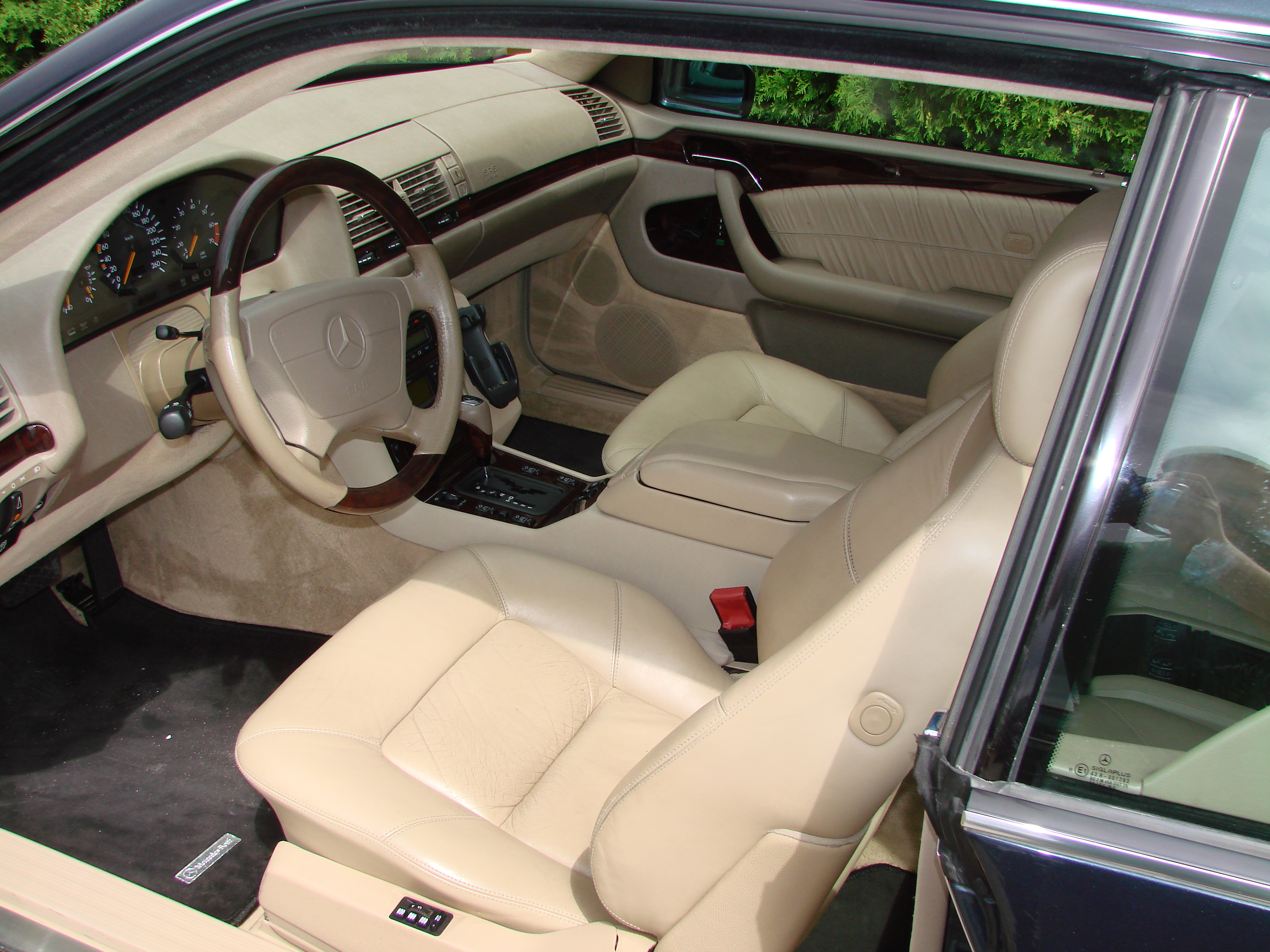
CL500
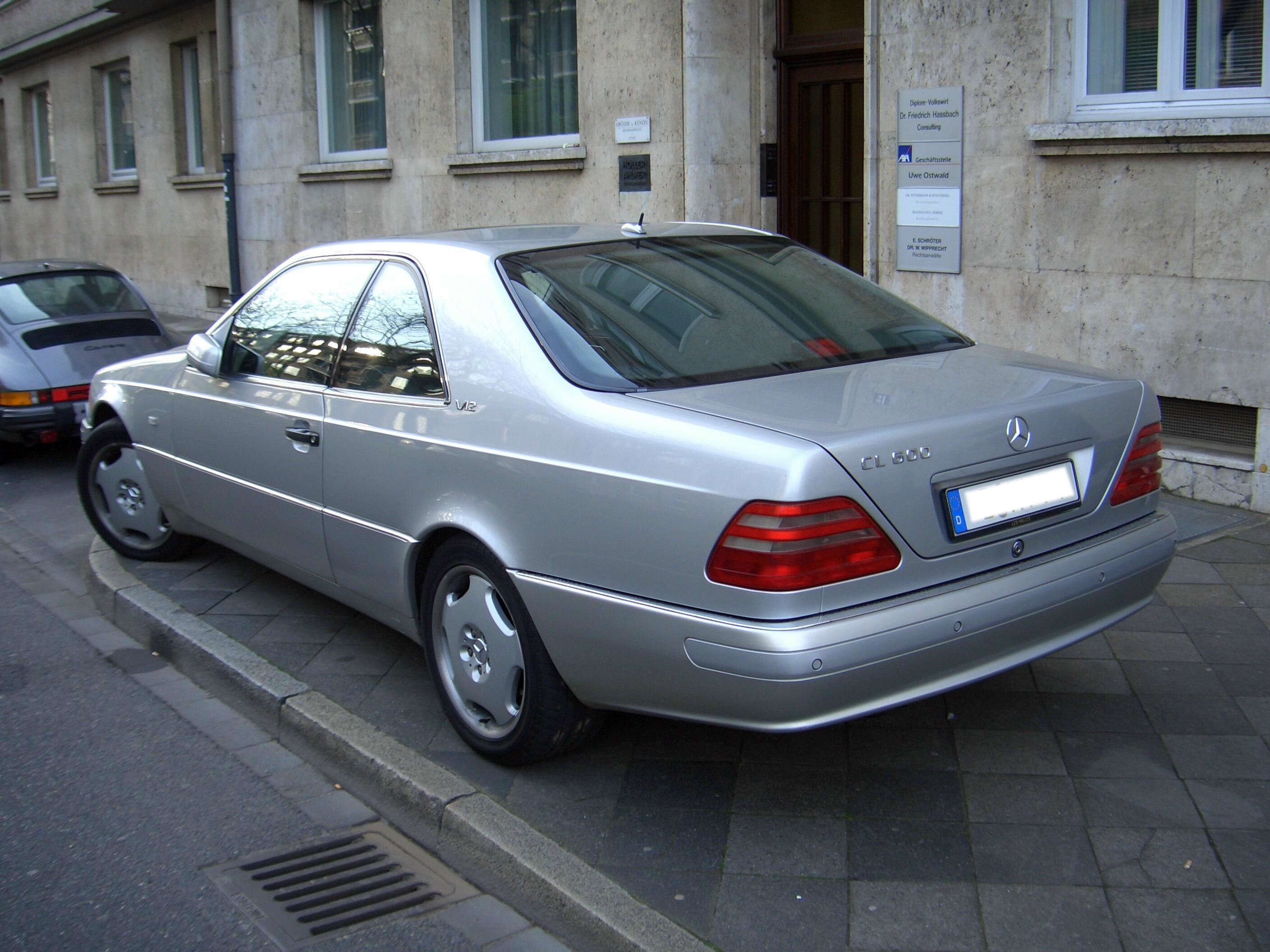
CL600

### Второе поколение (C215)
Первый самостоятельный CL-класс появился в марте 1999 года. Внешне автомобиль полностью вписался в свою новую роль как флагман купе-моделей и если по габаритам и сзади он напоминал W220-й S-класс, то спереди его четырехфарный стайлинг был под влиянием W208-го CLK-класса. Автомобиль изначально производился в двух модификациях CL500 и CL600. В 1999 году случилось важное для Мерседеса событие, тюнинговая фирма AMG будучи с 1993 года официальным партнером Мерседес-Бенца, была им куплена, и уже в начале 2000 для нового CL-класса появилась модель CL55 AMG.
В 2002 году автомобиль получил капитальное обновления, нужно отметить, если W220 оставил не лучшую репутацию надежности, то C215 за все своё производство не имел подобной критики. AMG в 2003 году ввела модель с двигателем V8 CL63 AMG, а в 2004-м модель V12 CL65 AMG c битурбо мощностью 612 л. с. Всего к концу производства (март 2006) было построено 46 600 автомобилей.

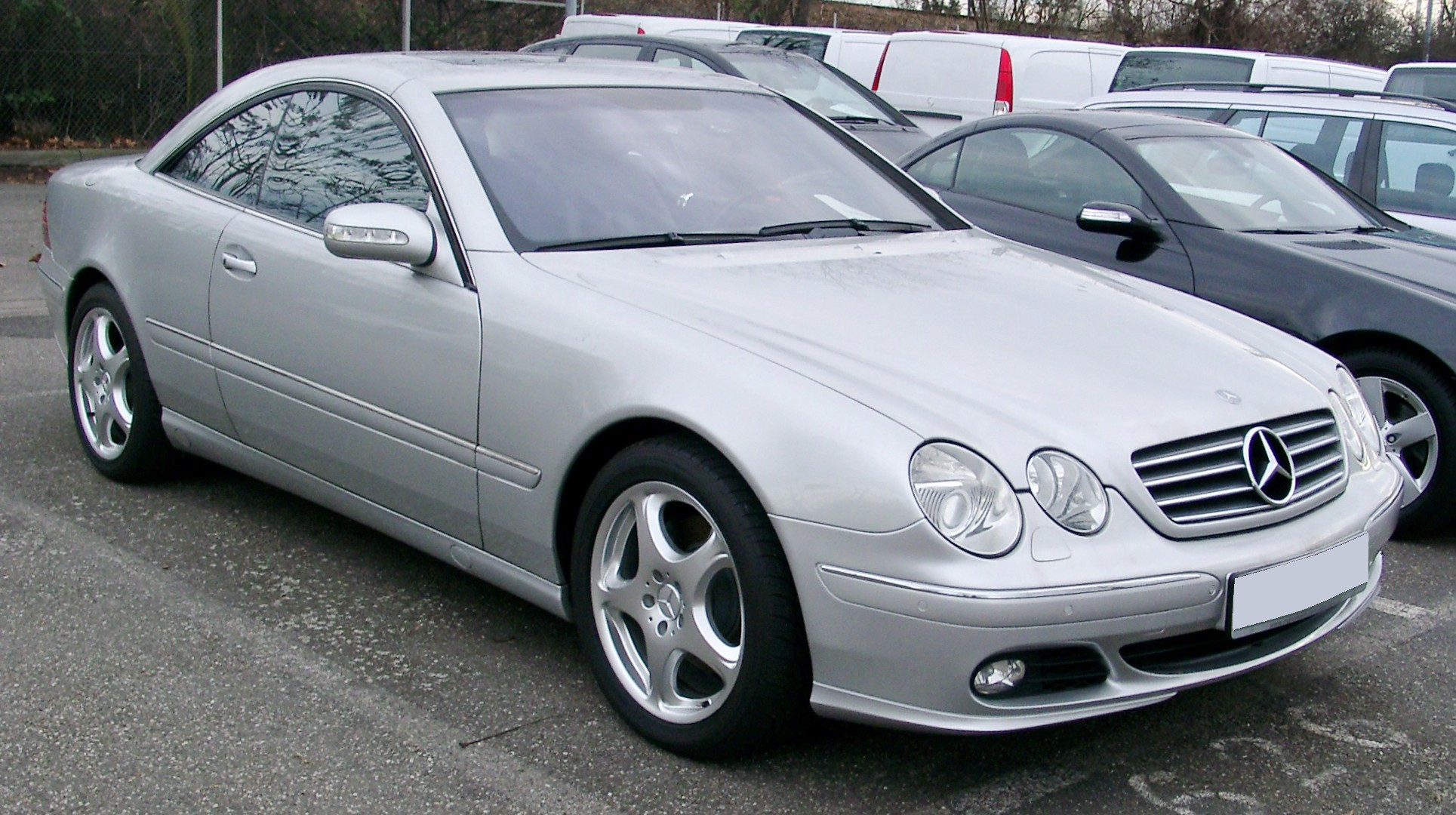
CL500
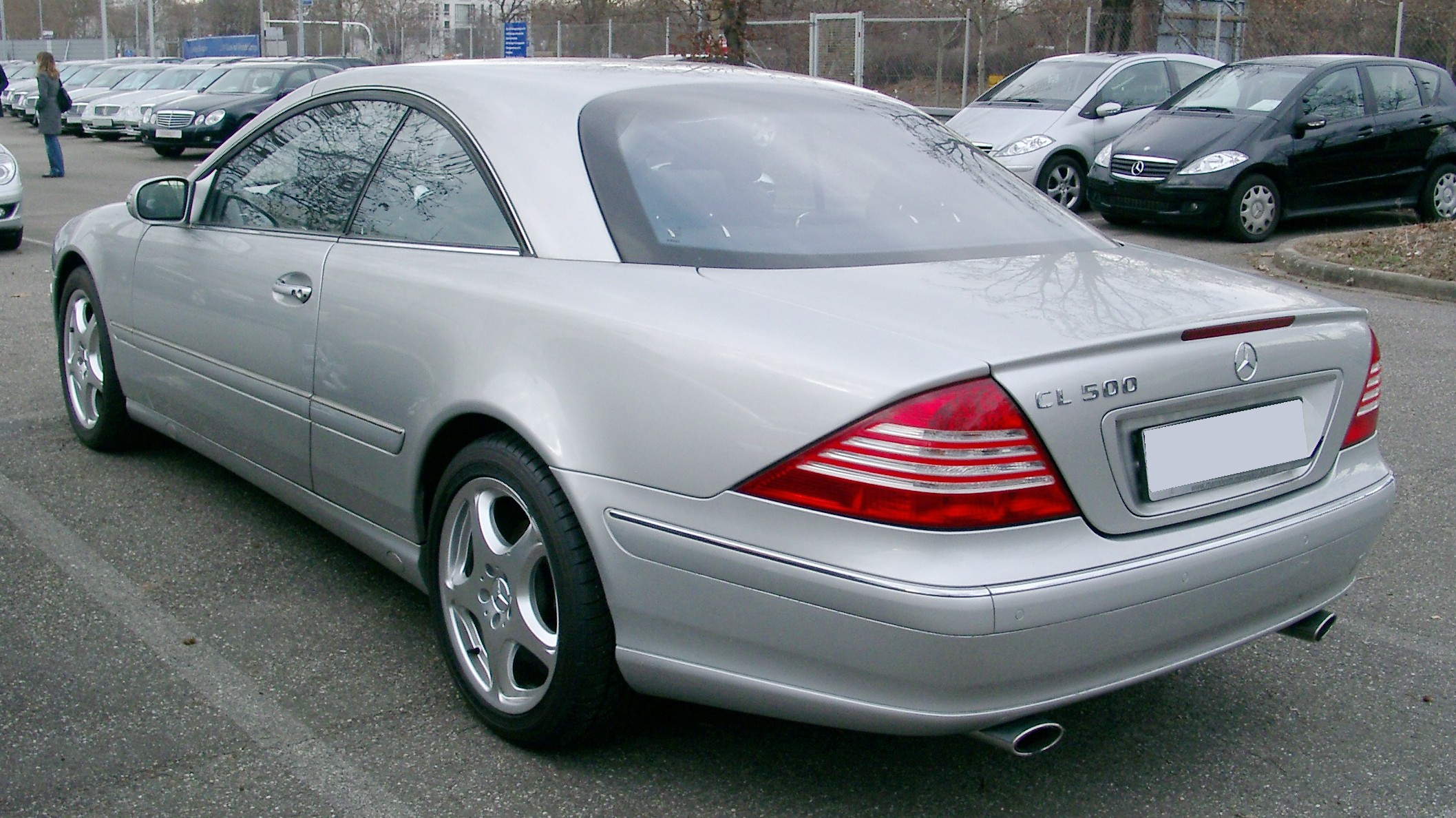
CL500
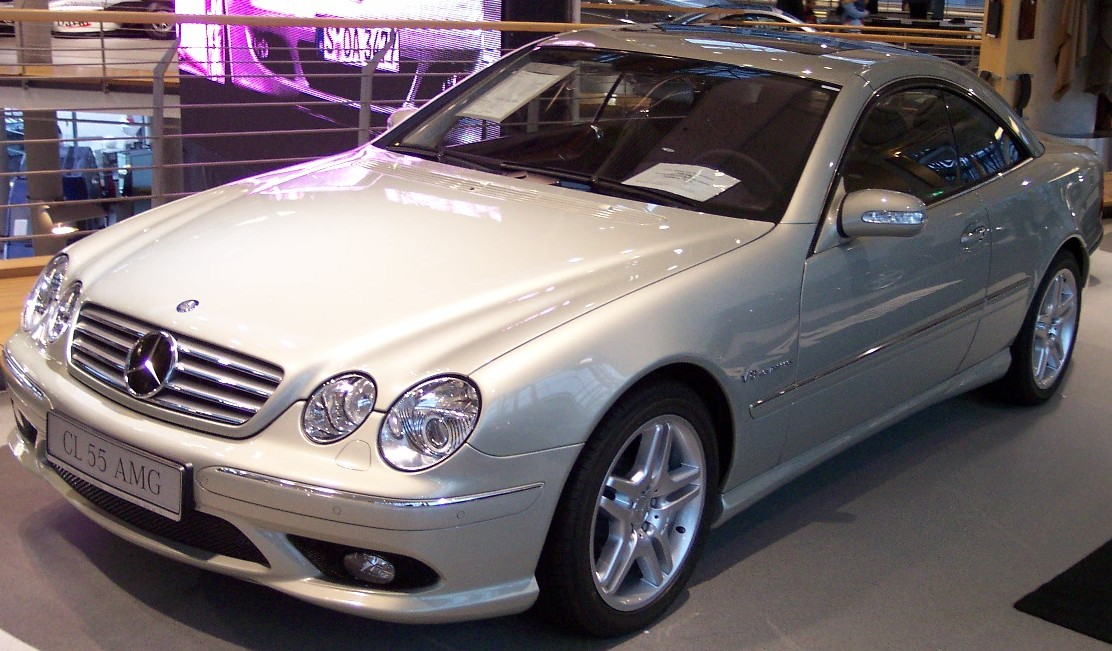
CL55 AMG
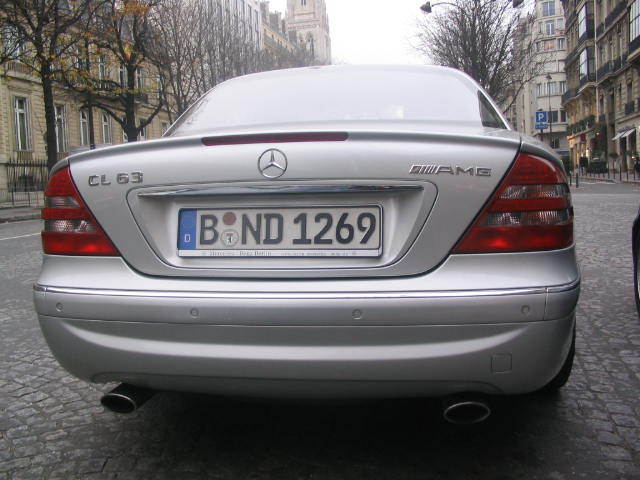
CL63 AMG
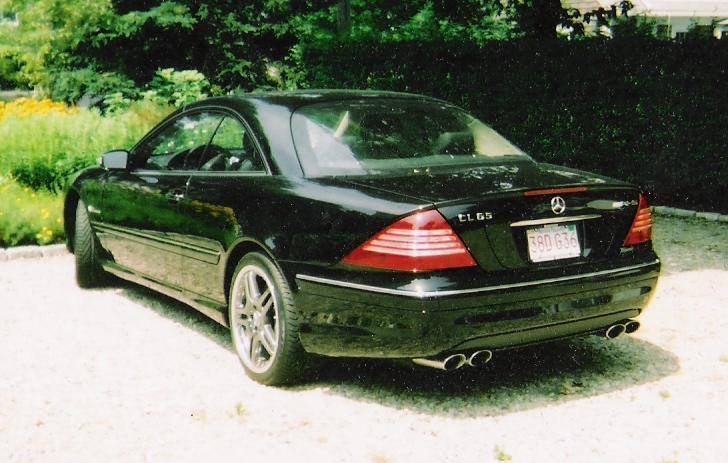
CL65 AMG

### Последнее поколение (C216)
Последний CL-класс появился в сентябре 2006 года. Дизайн нового автомобиля еще больше разошелся с семейством S-класса W221, внешне некоторые элементы были позаимствованы из истории, например на чертах решетки радиатора можно увидеть влияние C126-го. Модельный ряд почти одинаковый C215-му: CL500 (CL550 в США), CL600 и CL65 AMG, кроме CL55 AMG который заменила модель CL63 AMG.
В 2010 году автомобиль подвергся рестайлингу. Поменялась форма бамперов, решетки радиатора, в фарах появились светодиоды, задние фары стали полностью красными, а фонари заднего хода расположились по бокам от номерного знака.
Атмосферный V8 объемом 5,5 литра от CL 500 уступил место новому 4,6-литровому агрегату с двойным турбонаддувом, развивающему 435 л. с. и 700 Нм.

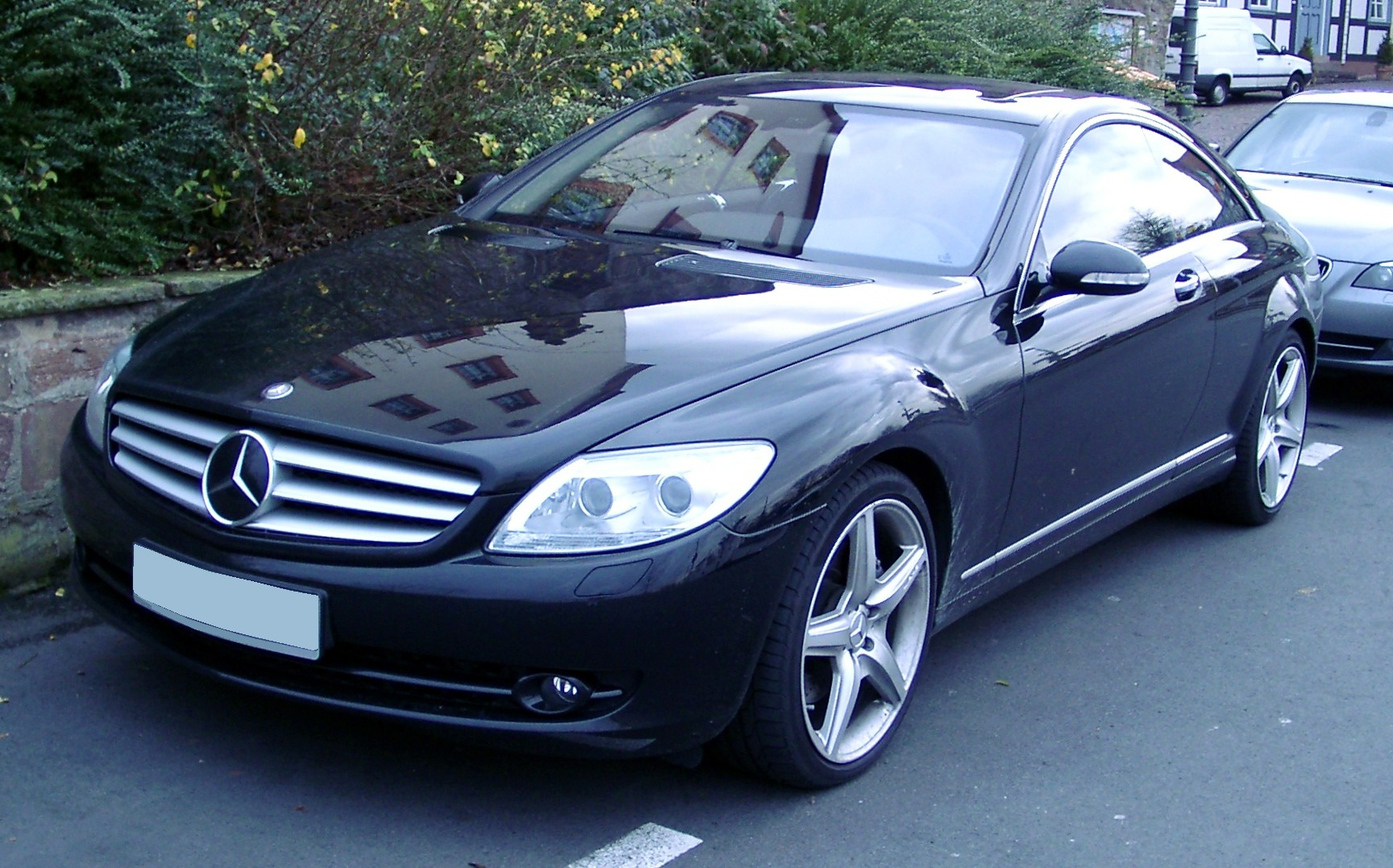
CL500
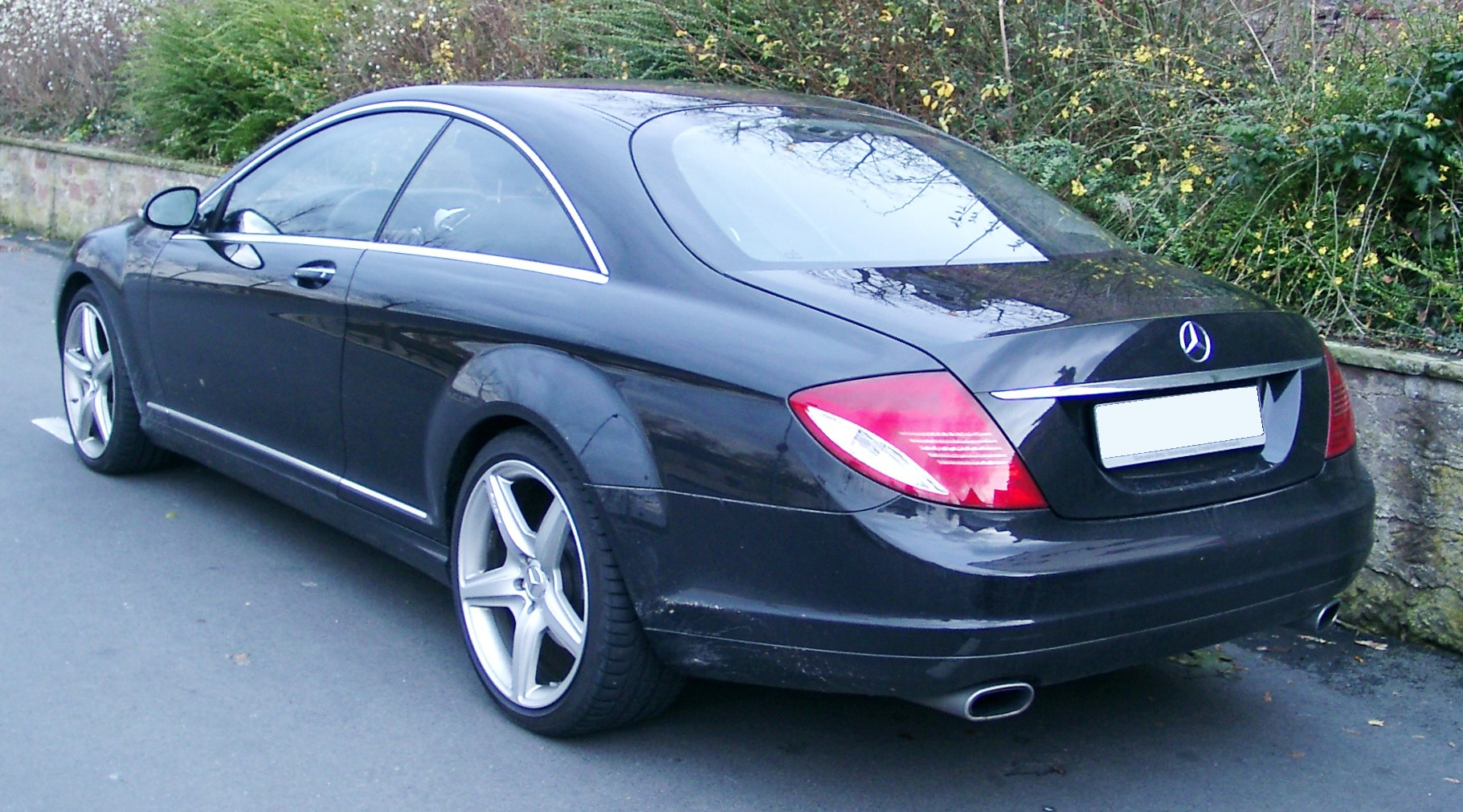
CL500
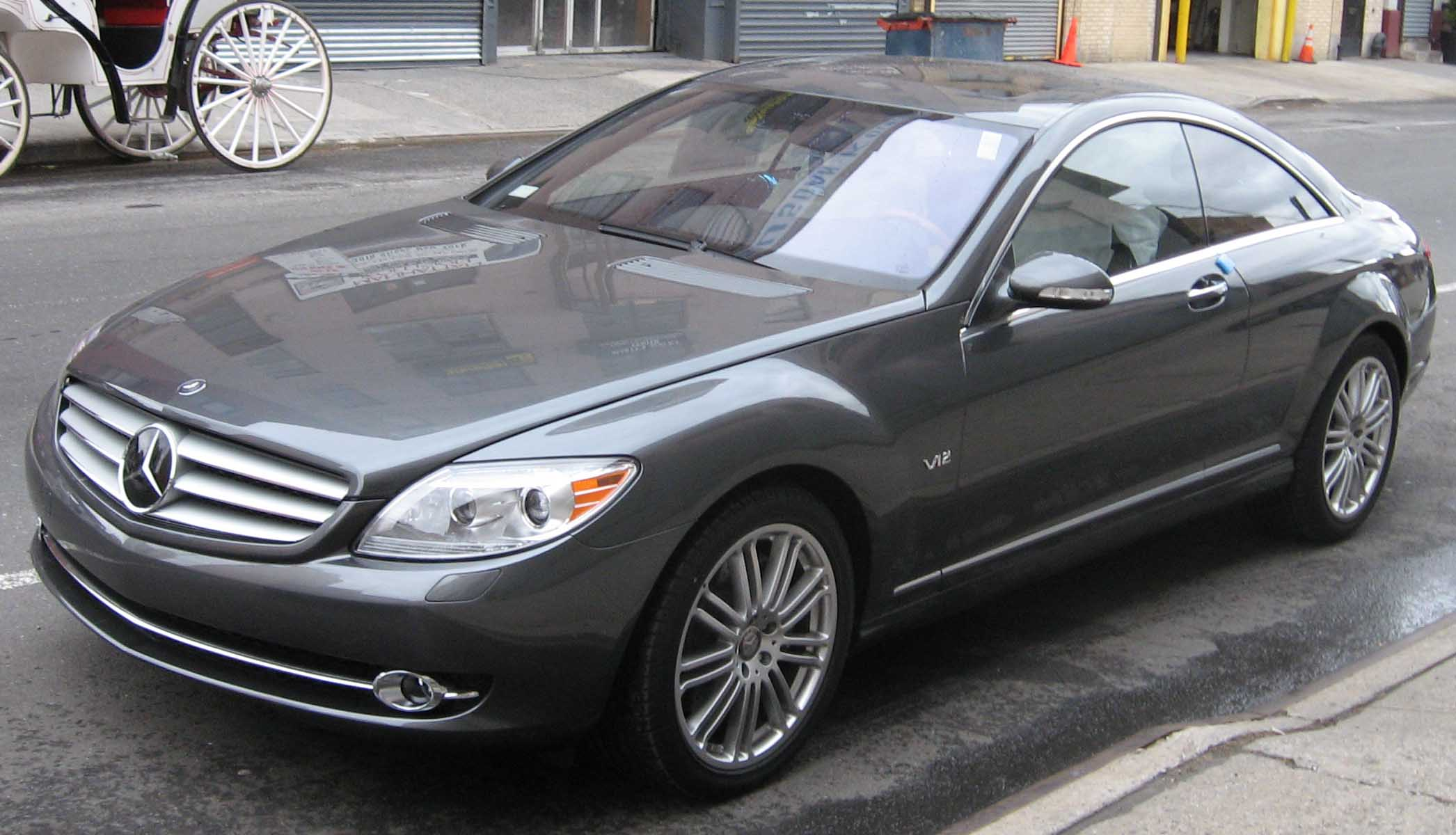
CL600
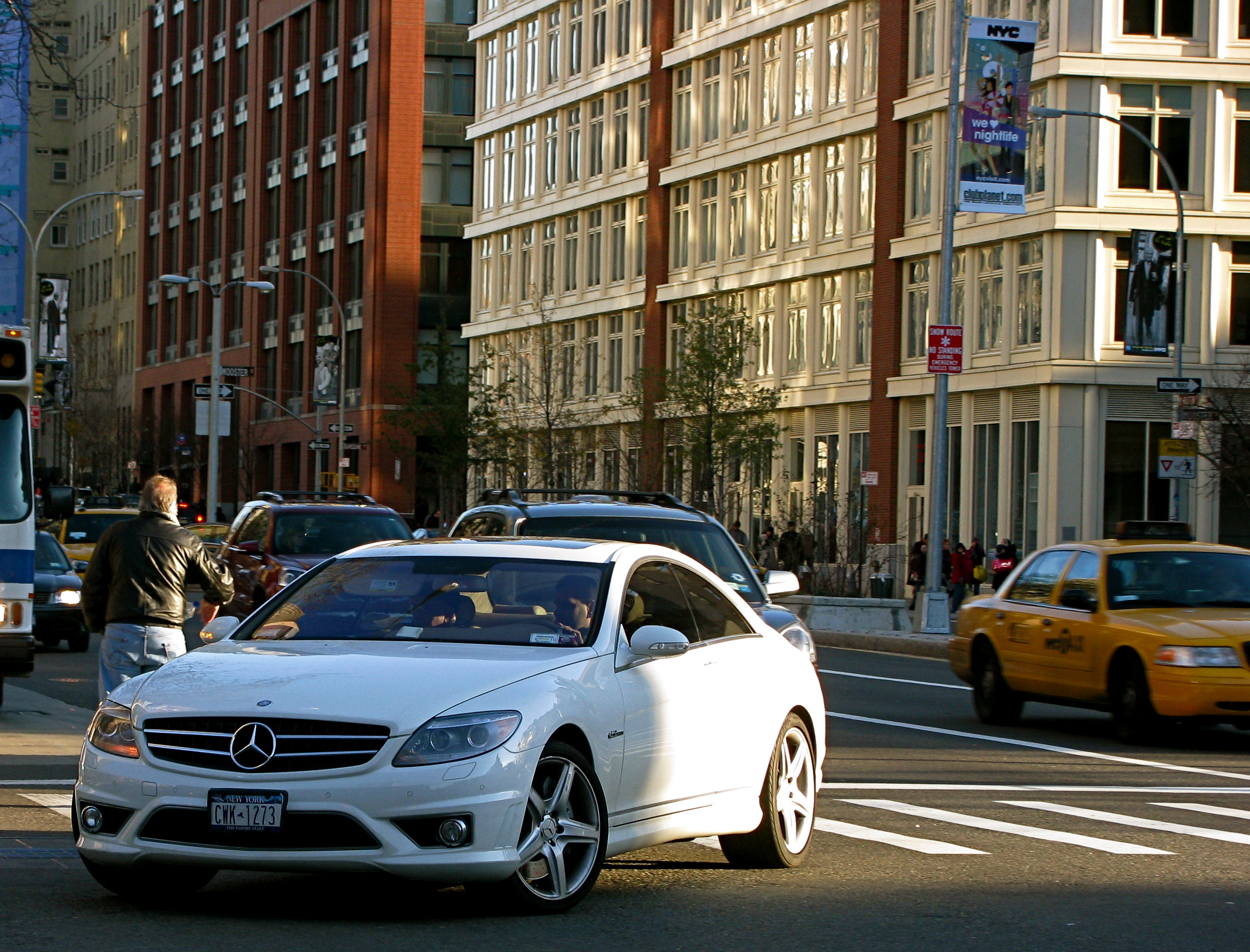
CL63 AMG
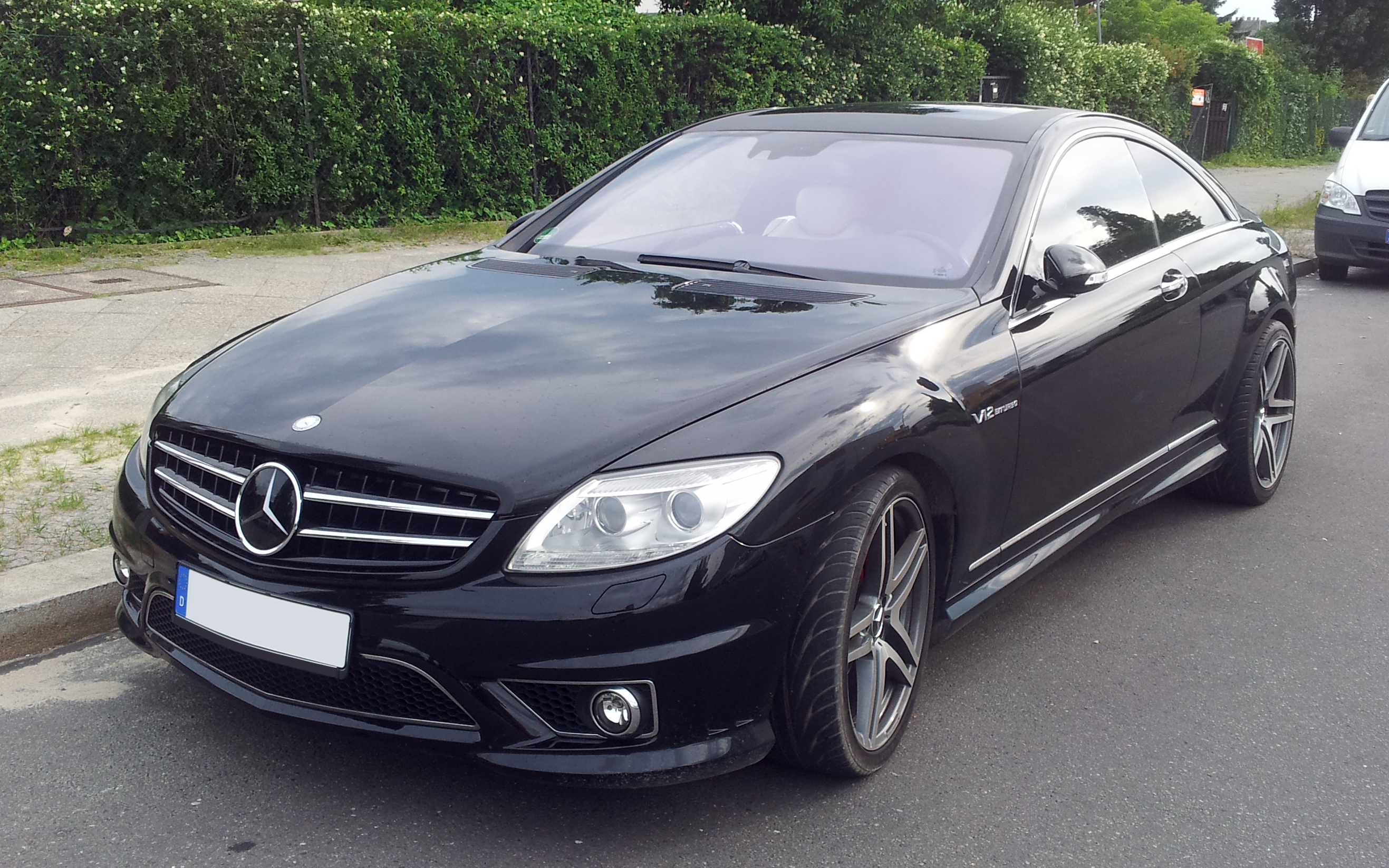
CL65 AMG